# Nattesyn
Nattesyn er måden hvorpå øjnene tilpasses til at se i mørke. Der er to måder at kunne opnå dette: biologisk og via teknologi.

## Den biologiske måde
Jo længere man har været i mørket (uden brug af skarpt hvidt lys), jo bedre et nattesyn har man. Nattesynet forringes efter jo ældre man bliver.

## Den teknologiske
Der er to måder. Den første måde er at opfange infrarøde stråler. Et apparat baseret på dette princip, kaldes et "infrarødt kamera".
Den anden måde, er at forstærke den lille mængde lys der er om natten og som kommer fra månen og stjernerne.
| Fysiologi | Spire Denne artikel om fysiologi er en spire som bør udbygges. Du er velkommen til at hjælpe Wikipedia ved at udvide den. |